# Republica (Platon)
Republica (în greacă veche Πολιτεία - Politeia) este o lucrare de Platon în care sunt descrise ideile lui Socrate despre dreptate, condiția, caracterul și sufletul omului. 
Un grup de tineri vor sa afle ce este dreptatea (gr. dikaiousune) 
„Cum este posibil pentru oricine are putere ... să dea întâietate dreptății și să nu râdă în gura mare atunci când o aude lăudată? ”
Autorul recunoaște că unii vor considera întotdeauna dreptatea „simplitate distinsă” , iar nedreptatea „judecată bună” . El se adresează tinerilor care îndeplinesc anumite condiții pentru a fi receptivi la argumentele și concluzia propuse (capacitatea de a învăța, memorie bună, perseverență etc.). 
Lucrarea își propune să descopere ce este dreptatea „...și cum ea îi este de folos celui care o are, indiferent dacă este considerat drept sau nu...” . Concluzia este că dreptatea este o armonie interioară, condusă de partea rațională a sufletului, și că 
„Indiferent dacă privim din punctul de vedere al plăcerii, reputației, sau avantajului, cel care laudă dreptatea spune adevărul, iar cel care o condamnă nu are nimic bun de zis și condamnă fără să știe despre ce vorbește.  ”

## Model constituțional

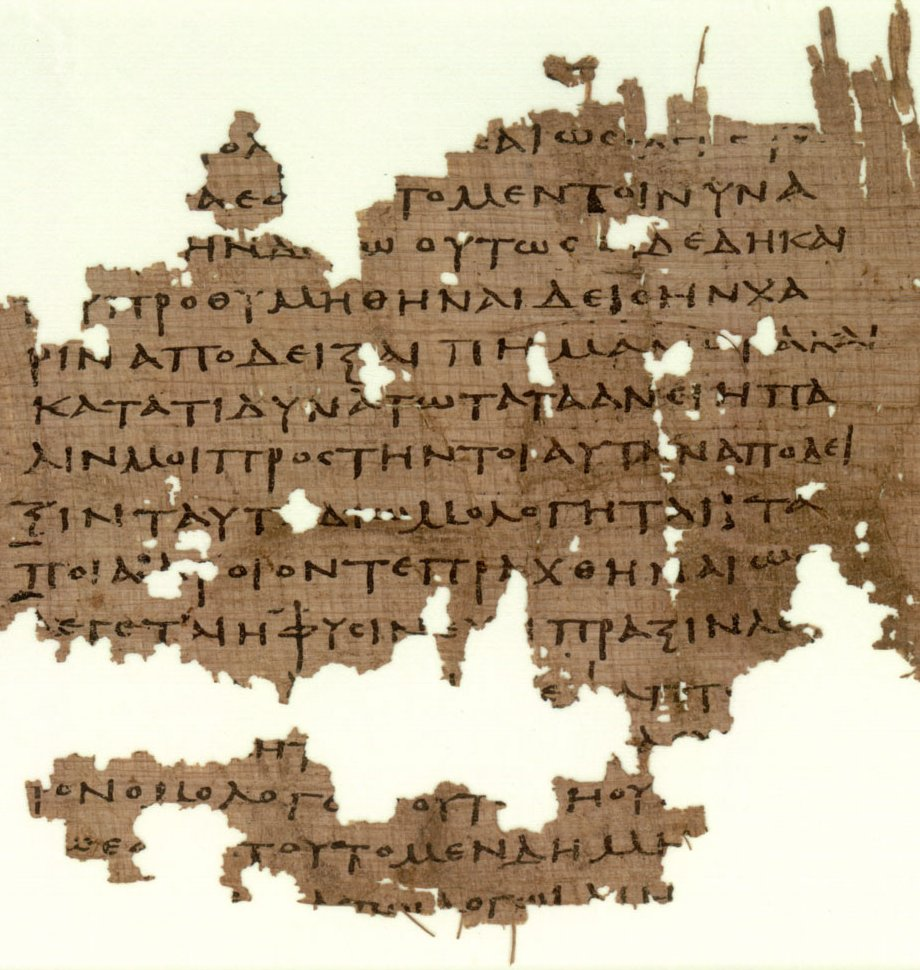
Manuscris din sec. III d.Hr.

Pentru a ajunge mai ușor la scopul propus (dreptatea în sens etic) și a se face mai bine înțeles, autorul „întemeiază” un oraș-stat, pe care îl va utiliza într-o analogie cu omul . El propune căutarea dreptății în orașul-stat și aplicarea concluziilor obținute la om 
„ ...trebuie să adoptăm metoda de investigație pe care am folosi-o dacă, fără sa avem o vedere bună, ni s-ar cere să citim niște litere mici de la o mare distanță și am observa că aceleași litere pot fi găsite în altă parte, de dimensiuni mai mari și pe o suprafață mai mare. Am considera o mare binecuvântare să avem voie să le citim pe cele mari mai întâi și numai după aceea să le examinăm pe cele mici, ca să vedem dacă ele sunt cu adevărat aceleași.  ”
Modelul constituțional ideal, care corespunde omului cu un caracter ideal, este considerat dificil de pus în practică, dar nu imposibil.   Socrate propune sumar legi pentru orașul-stat ideal, care să exprime juridic concluziile la care ajunge, dar nu este interesat de acest aspect. Lucrarea este un manual de etică adresat tinerilor, nu un tratat de drept constituțional adresat unor legislatori. Expresia dreptății într-un model constituțional este un scop secundar al lucrării. 
Socrate propune aplicarea concluziilor obținute în orașul-stat la om , dar aplică concluziile obținute la om în orașul-stat (în sensul invers celui propus inițial) cu multă reticență, când este nevoit la insistențele tinerilor să discute realizarea în practică a orașului-stat ideal. Într-o astfel de deturnare de la scopul principal sunt făcute afirmațiile cele mai controversiale ale lucrării (femeile și copiii în comun și filosofii-regi).   
„ problema ar fi fost mai clară dacă ne-am fi limitat doar la ea [dreptatea într-un om], nu la toate celelalte lucruri care rămân de tratat pentru a descoperi diferența dintre o viață dreaptă și una nedreaptă. ”

## Impact

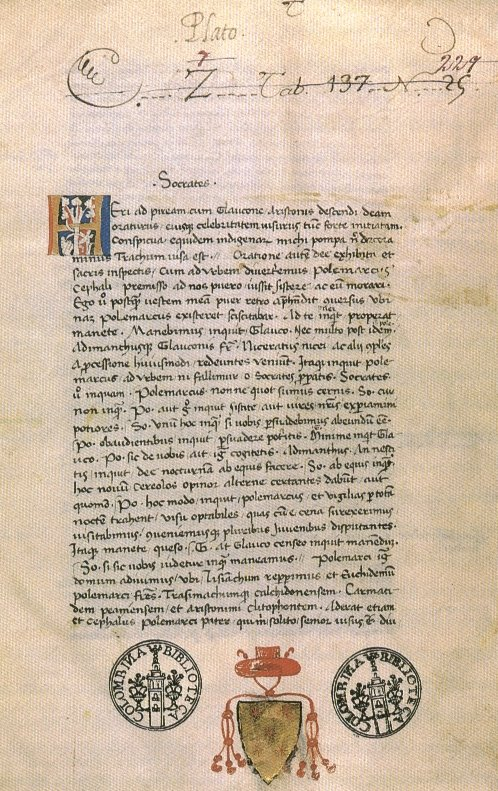
Manuscris în latină din 1401.

Academia platonică lui Platon a fost înființată pentru educația etică a tinerilor după ideile din această lucrare. Exemple de conducători din antichitate direct influențați de filosofi sunt Alexandru cel Mare și Marc Aureliu. Insistența pe cunoașterea dialectică a degenerat în scolastică.
Etica și abstracția formelor, a principiilor universale, au influențat pe gânditorii creștini. Socrate consideră rațiunea divină  și vorbește despre îndumnezeirea omului , iarba copleșită de buruieni , și imaginea omului bazată pe „imaginea divină” . Sf. Augustin a dezvoltat o idee propusă în lucrare 
„ ar putea fi un exemplu de oraș-stat ideal în ceruri, pentru fiecare care dorește să se uite la el și să devină cetățeanul lui ”
și a scris despre un oraș ideal în tradiția monastică creștină în „Despre orașul lui Dumnezeu”. 
Modelul constituțional propus a fost discutat de  More în Utopia, de Hobbes în Leviatan, de  Popper în „Societatea deschisă și inamicii ei” și de mulți alții. 

## Formă și stil
Titlul în greacă este „Constituția” (gr. Politeia), care are și acum două sensuri în română, putând fi vorba de constituția unui oraș-stat sau de cea a unui om.  Traducerea titlului în latină prin „Republica” a accentuat în timp aspectul constituțional al lucrării, în detrimentul celui etic.
Forma este un dialog filosofic în zece „cărți”, într-un simpozion sau „banchet”, scris la persoana I, ca și cum lucrarea ar fi fost scrisă de Socrate. Dialogul are loc în casa lui Cephalus în Piraeus, portul  Atenei clasice conectat de oraș de două ziduri lungi. Alături de Socrate, la dialog participă Glaucon și Adeimantus (doi frați mai mari ai lui Platon), Cephalus, Thrasymachus (un filosof sofist), Cleitophon (coleg cu Thrasymachus), Polemarchus (fiul lui Cephalus) și Charmantides (un alt fiu al lui Cephalos).
În cartea I, discuția cu sofistul Thrasymachus este o dispută care sare de la un subiect la altul, ca într-un  joc de dame  filosofic. Thrasymachus este unul din acei filosofi „nărăviți în rele” de mai târziu:
„ Spune-mi, Socrate, tu mai ai o dădacă?... Pentru că ea te lasă să alergi cu nasul plin de muci, fără să ți-l șteargă! ”
Tinerii doresc să afle ce este dreptatea dar, mai ales, vor să fie înțeleagă motivele pentru un astfel de punct de vedere. 
„ Nu ne da doar un argument teoretic că dreptatea este mai puternică decât nedreptatea, dar spune-ne ce face nedreptatea rea și dreptatea bună și ce fac ele prin propriile lor caracteristici celui care le are. ”
 Ei pun întrebări și nu acceptă un răspuns scurt , cer clarificări pe care Socrate este nevoit să le facă, deși le consideră o deturnare de la scopul principal. Socrate caută dialogul , fără să improvizeze  , preferă exemplele , iar claritatea este favorizată rigorii . Răspunsul lui Socrate la întrebarea originală a tinerilor este clarificat și dezvoltat continuu în cărțile II-X, într-o lungă discuție. 

## Rezumat

### Cartea I Opinii despre dreptate
Socrate și Cephalus sunt de acord că dreptatea nu este simplu „a spune adevărul și a restitui un împrumut” . Definiția poetului Simonides, conform căreia dreptatea este a „da înapoi ce datorezi”  în sens larg , este și ea demonstrată ca fiind nesatisfăcătoare. 
Thrasymachus, un filosof sofist participant la discuție, propune o altă definiție, în care dreptatea este făcută de cei aflați la conducere, care își urmăresc interesul propriu și, prin urmare, dreptatea este „folosul celui puternic”.   Socrate respinge această definiție prin contraexemple și afirmă ca un conducător drept conduce în interesul supușilor (nu al lui) , că dreptatea nu e în folosul (sau în avantajul) celui puternic, ea fiind mai curând în folosul celui slab.  Mai mult, el afirmă că „Nu e niciodată drept să faci rău cuiva” . Filosoful sofist nu se mai opune după ce Socrate arată că vederile lui sunt inconsistente dar nu este convins, iar Socrate este și el nemulțumit de felul în care a evoluat discuția.

### Cartea II Analogia omului cu un oraș-stat
Tinerii 
„ rămân perplecși și sunt asurziți ascultându-l pe Thrasymachus și pe mulți alții ”
 și cer lui Socrate să își clarifice punctul de vedere și să dea o definiție satisfăcătoare a dreptății, până acum el doar demonstrând ca fiind incorecte opiniile altora. Ei vor să afle răspunsul lui Socrate la o opinie larg răspândită, a celor care consideră că a fi nedrept este natural (ca filosoful sofist), că oamenii sunt drepți din calcul sau prudență atunci când sunt siliți de legi , iar dreptatea este lăudată pentru recompensele pe care le aduce (stimă, onoare, etc.), nu ca un bine în sine . Glaucon și Adeimantus vor fi interlocutorii principali ai lui Socrate în restul lucrării.  
Socrate propune o analogie între un om și un oraș-stat . Orașul-stat are trei clase „naturale” de cetățeni   formate din   
(1)	Producători de produse (meșteșugari, fermieri, negustori, etc.), preocupați de bani și de satisfacerea apetitelor,  
(2)	„Auxiliari” sau gardieni tineri, soldați „plini de spirit” și curajoși  și 
(3)	Conducători, aleși din gardienii mai vârstnici, care reprezintă partea de deliberare, „clasa conducătoare, care guvernează” , cei care înfrânează luxul și apetitele ne-necesare, promovând frugalitatea.
Aceste trei clase din orașul-stat vor corespunde celor trei părți ale sufletului din cărțile IV și IX. Socrate va vorbi despre educația „gardienilor”, cei care corespund părților de spirit și raționale ale sufletului. El se opune de la început felului în care conflictele dintre zei sunt descrise de poeți și susține legi care să promoveze pietatea. 

### Cartea III Educația în orașul-stat ideal
Educația gardienilor este minuțios supravegheată, pentru a-i pune pe ei și implicit pe om în „armonie cu frumusețea rațiunii” . Muzica și educația fizică aduc armonia părților de rațiune și de spirit ale sufletului , iar „elementele nemuzicale și dizgrațioase îl duc la lipsa de măsură.” 
Poeții sunt cenzurați, pentru că ei susțin în poeziile lor „... că mulți oameni nedrepți sunt fericiți și mulți oameni drepți sunt nefericiți, că nedreptatea este profitabilă dacă nu este detectată și că dreptatea este câștigul altuia și paguba ta.”  
Conducătorii orașului-stat sunt ca un doctor sau un căpitan de vas  și au virtutea civică, știind să comande și să dea ascultare , dar și „curaj civic”.  Gardienii sunt dedicați sarcinii lor, nu au proprietate privată, și nu pot să folosească obiecte de aur sau argint. 

### Cartea IV Dreptatea în orașul-stat și într-un om
Dreptatea în orașul-stat este ca fiecare să își vadă de treaba lui pentru care sunt cei mai bine pregătiți, preocupați cu a face bine un lucru (gr. oikeiopragia). Cele trei clase corespund celor trei părți ale sufletului, 
(1) apetitivă (gr. epithumetikon), 
(2) de spirit (gr. thumoeides) și 
(3) rațională (gr. logistikon). 
Prin urmare, dacă „un om este drept în același fel ca și un oraș” , dreptatea într-un om este virtutea care face ca cele trei părți ale sufletului să conlucreze într-o „armonie interioară”. 
Armonia interioară este păstrată acționând drept și este distrusă acționând nedrept.  Dreptatea este definită astfel abstract, prin consecințele pe care le are un act drept sau nedrept, în loc de enumerarea unor acțiuni specifice. Deoarece justificarea este interioară, actul drept nu trebuie recunoscut de altcineva sau recompensat.

### Cartea V Dificultăți practice ale modelului constituțional
Autorul nu consideră constituția orașul-stat ideal imposibil de realizat , dar nu dorește să dea detalii.
„ Nu încercam să găsim aceste lucruri ca să demonstrăm că ele pot fi puse în practică [într-un oraș] ”
Însă el este întrerupt de tineri și trebuie să răspundă întrebărilor lor. Omogeneitatea părților sufletului, de exemplu a părții de spirit, implică prin analogie  omogeneitatea gardienilor. Astfel, femeile și copiii sunt în comun, nu există familii, cu avantajul, pe care Socrate nu uită să îl precizeze, că nu există treburi casnice pentru gardieni . Femeile sunt considerate conducători la fel de capabili ca bărbații.  
Prima acțiune pentru întemeierea unui oraș-stat ideal ar fi alegerea unor „filosofi-regi” la conducerea orașului , o propunere care stârnește consternarea, pentru că filosofii sunt văzuți fie ca niște „maniaci nărăviți în rele” (cei mai mulți, între care și filosoful sofist din cartea I) , fie ca niște visători cu capul în nori sau „fără folos” (puținii rămași care sunt „decenți”). O altă dificultate practică la punerea unui filosof în fruntea statului este că filosofii evită politica . Dar discuția despre filosofi îi oferă lui Socrate posibilitatea de a reîntoarce subiectul de la oraș-stat la om.

### Cartea VI Filosoful
Adevăratul filosof „aspiră către adevăr” , cunoaște formele  și diferența între cunoaștere și opinie.  El se deosebește de sofiști, care îi învață pe oameni să se adapteze la circumstanțe , să facă ce „uriașa fiară” „multicoloră” a apetitelor le cere , așa cum fac demagogii în orașul-stat când cer elocvent satisfacerea cererilor mulțimii dezordonate. 
Binele este mai important decât toate virtuțile , care sunt doar mijloace pentru ridicarea omului spre bine și frumos . Binele este prea complicat pentru a fi direct explicat , dar autorul oferă în schimb o analogie a luminii („copil al binelui”), care permite vederii (cunoaștere) să perceapă ce este vizibil (adevărul). 
După felul în care un om se raportează la acest bine, condițiile sufletului unui om pot fi 
(1) înțelegerea (gr. nous) dată de cunoașterea (gr. episteme) „dialectică”, o înțelegere filosofică, lucrând numai cu forme (gr. eidos), principii și fără ipoteze, 
(2) gândirea (gr. dianoia) folosind ipoteze, ca în condițiile inițiale necesare pentru demonstrația unei teoreme în algebră sau geometrie, 
(3) părerea (gr. pistis) despre lucruri vizibile, dată de măsurători în științele naturale empirice  și 
(4) imaginația (gr. eikasia). 
Înțelegerea și gândirea formează împreună intelectul (domeniul inteligibil și invizibil), iar părerile și imaginația formează opinia (gr. doxa) (domeniul vizibil și neinteligibil) .

### Cartea VII Alegoria peșterii și cele 4 condiții ale omului

Alegoria peșterii ilustrează vivid cele 4 condiții ale omului și trecerile între ele în aspirația omului către adevăr, bine și frumos.
Domeniul vizibil și neinteligibil este peștera, unde omul este adormit și „visează” opinii . 
Condiția omului care își imaginează lucruri este reprezentată de oamenii din peșteră, încătușați la picioare și la gât de unele plăceri (ca lăcomia, etc.) , care își văd propriile umbre și pe cele ale unor statui, proiectate pe un perete din fața lor  de un foc continuu (un alt „copil al binelui”) aprins în peșteră în spatele lor. Ei nu realizează ce sunt aceste umbre și le dau diferite nume, precum „copac”, „câine” sau „pisică”. 
Condiția omului care își dă cu părerea este a celui care se poate întoarce, vede focul și statuile trecute prin fața lui, dar este încă în peșteră. Ei „pun urechile înaintea înțelegerii” atunci când se preocupă de exemplu de sunetele muzicale . 
Afară din peșteră este domeniul inteligibil și invizibil, al intelectului, unde oamenii percep formele filosofice (dreptate, frumos, adevăr, înțelegere ) în lumina Soarelui, reprezentând binele. Ieșirea din peșteră se poate face prin educație , care duce la înțelegere , nu la cunoaștere (o simplă acumulare de informații despre umbre în peșteră) . Trecerea cere timp, este dificilă în ambele sensuri și îl poate face pe un om să apară momentan ridicol (ca și în trecerea abruptă de la întuneric la lumină sau invers). „Refuzul de a acționa” este condamnat , iar Socrate cere celor ieșiți să se reîntoarcă în peșteră pentru a-i ajuta pe ceilalți, de a nu se retrage mulțumiți în „Insulele binecuvântaților”. 
Educația unui om progresează de la muzică, poezie și gimnastică la abstracția matematică, cea care caută principiile  în aritmetică , geometrie plană  și tridimensională sau astronomie (fără observații). Dialectica și experiența de viață (corespunzând studiilor politice practice în educația gardienilor) completează educația ideală. Omul educat în filosofie aplică rațiunea, împreună cu muzica și poezia , în studiul problemelor pur intelectuale, pentru a aprecia binele și frumosul  și principiile dialectice . Dar filosofia nu este pentru cei tineri din cauza spiritului de contrazicere , iar conducători (bărbați sau femei ) pot fi numai cei de peste 50 de ani .

### Cartea VIII Cele 5 constituții și caractere
Caracterul omului este format din virtuți (moderație gr. sophrosune, curaj gr. andreia, rațiune gr. phronein , dreptate gr. dikaiosune și altele) sau vicii. Oamenii educați filosofic percep cinci caractere, în care cele 3 părți ale sufletului sunt într-o armonie din ce în ce mai precară, de la cel mai bun la cel mai rău. Oamenii încep în viață cu caracterul părinților, care se poate schimba sub influența unor exemple bune sau rele sau prin efort individual.
(1) Regalitatea sau aristocrația  în orașul-stat ideal  corespunde caracterului ideal, al omului complet dezinteresat (spre deosebire de iubitorul de onoare), iubitor de filosofie și de frumos (o combinație de bine și adevăr). 
(2) Constituția sau caracterul omul ideal poate regresa în timocrația   iubitorilor de onoare. La rândul ei, timocrația poate regresa în oligarhie, democrație și tiranie .
(3) Orașul oligarhic este condus de iubitorii de bani și un venit minim este cerut pentru participarea la guvernare.
Omul cu un caracter oligarhic este condus de iubirea de bani  și este o persoană economicoasă, care își satisface numai apetitele necesare. 
(4) Democrația înlocuiește oligarhia dacă inegalitatea crește și cei săraci îi înving pe oligarhi în conflictul social care urmează. Toți cetățenii participă egal la guvernare în democrație , iar multe posturi din administrație  sunt ocupate prin tragere de sorți. Ca în oligarhie, orașul-stat este condus de iubitorii de bani, dar ei caută acum în plus luxul și își satisfac apetite ne-necesare. Virtutea civică este neglijată în dorința „nesățioasă” pentru libertatea individuală, care poate duce la anarhie. 
Omul cu un caracter democratic este guvernat și influențat ușor de apetite necesare și ne-necesare, nu are discernământ și ordine interioară. 
(5) Tiranul începe ca un lider al poporului în democrație,  dar este corupt de putere. Tirania este cea mai violentă formă de guvernare și este „sclavie extremă”  pentru că tiranul și „gloata pe măsură”  care îl înconjoară are mintea și atitudinea unui sclav. Poeții tragici laudă tirania  și, datorită penuriei și vanității des asociate cu această ocupație, sunt ușor subordonați tiranului cu oferte de salarii sau onoruri.

### Cartea IX Caracterul tiranic
Omul cu un caracter tiranic este dominat de tirani interiori ca și orașul condus de un tiran , este beat , nebun, supus apetitelor și pasiunilor care îl guvernează și „plin de dezordine și regret”. 
Partea apetitivă a sufletului este imaginată ca un animal cu mai multe capete, unul pentru fiecare apetit, o  himeră, Scila sau un cerber , partea de spirit și curaj este ca un leu, iar cea rațională ca o ființă umană  sau o componentă divină a sufletului. 

### Cartea X Soarta omului
Copiii pot fi lăsați liberi numai după întemeierea în ei a unei constituții corecte.  Ca și în educația „gardienilor” din cartea III, poezia are un rol formativ în educația părții de spirit a sufletului, și de aceea trebuie să i se acorde o atenție deosebită în educația timpurie. Poeții, ca și pictorii, imită și distribuie opinie (nu cunoaștere), vorbind despre umbrele de pe perete din alegoria peșterii și se adresează părții iraționale (de spirit și de apetit) „excitabilă și multicoloră” , nu părții raționale a sufletului. Poeții trebuie cenzurați de rațiune pentru că pot să inducă în eroare în privința formelor (bine, adevăr, frumos, etc.). În caz contrar, poezia devine „pasiunea copilărească pe care majoritatea oamenilor o au”.  Poeții, în primul rând autorii de tragedii, dar și cei de comedii , sunt „exilați”  din orașul-stat ideal, iar omul cu un caracter ideal nu le acordă atenție. Însă Socrate acceptă posibilitatea de a re-admite poezia între activitățile benefice , dacă cineva demonstrează că ea este în beneficiul ascultătorului, nu doar plăcută.
Socrate discută în final alegerea vieții de trăit. Cele trei părți ale sufletului, o „varietate multicoloră”  sunt înlocuite cu un suflet unitar. Sufletul este imortal , iar după moarte  sufletele celor buni și răi călătoresc pentru o mie de ani în condiții bune sau rele depinzând de viața pe care au trăit-o, după care se reamestecă.  Ele aleg  ce viață vor să trăiască înainte de transmigrația în diferiți oameni sau animale. 
Alegerea, mai bună dacă sufletul este drept, mai rea dacă este nedrept , va determina ce viață va retrăi acel suflet. Necesitatea și cele trei fiice ale sale (soarta pentru trecut, prezent, viitor) mențin armonia rotațiilor  și asigură ireversibilitatea alegerii odată făcută.  Astfel, „binele susține și este de folos” , iar dreptatea îl va face pe om fericit în viață. 